# SN 1991K
SN 1991K – supernowa typu Ia odkryta 15 grudnia 1991 roku w galaktyce NGC 2851. W momencie odkrycia miała maksymalną jasność 17,00m.